# 치프 다위드 스터먼 국제공항

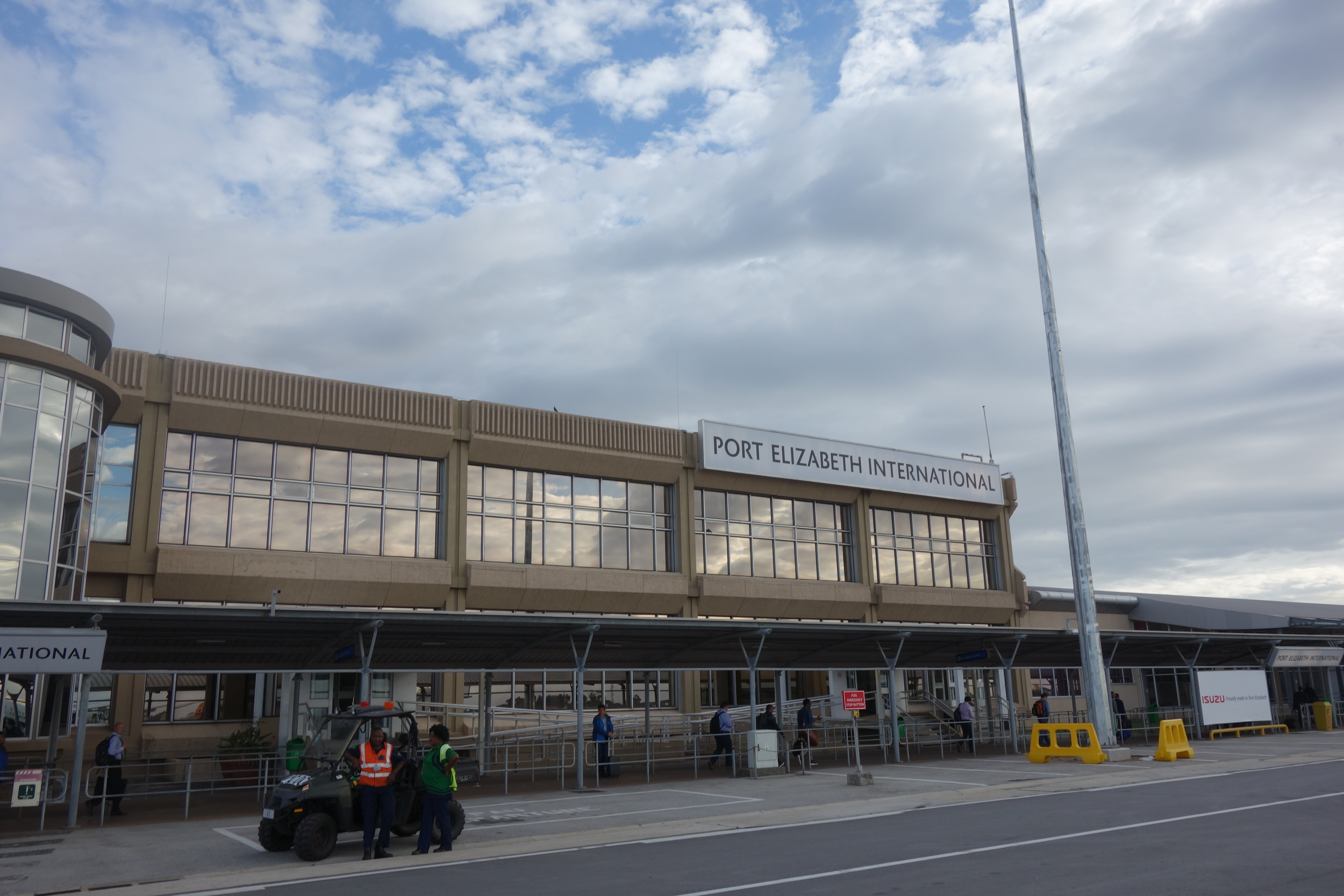

치프 다위드 스터먼 국제공항(Chief Dawid Stuurman International Airport, IATA: PLZ, ICAO: FAPE, 이전 명칭: H. F. Verwoerd Airport 또는 Port Elizabeth International Airport)은 남아프리카 공화국 이스턴케이프주의 도시 게베하를 관할하는 공항이다. 이 공항은 도시의 중심 업무 지구에서 남쪽으로 약 2마일 거리에 위치해 있다. 2017년 기준으로 이 공항을 이용한 승객은 1,620,705명이다.
이 공항의 이름은 2021년 2월 포트엘리자베스 국제공항에서 치프 다위드 스터먼 국제공항으로 변경되었다.